# Fritz Knöchlein
Fritz Knöchlein (München, 1911. május 27. – Hameln, 1949. január 28.) második világháborús német katonatiszt, háborús bűnös.

## Pályafutása
Knöchlein 1934-ben lépett be az SS-be, a 3. Totenkopf SS-páncéloshadosztályba. Később századossá nevezték ki, 1940-ben részt vett Franciaország lerohanásában. 1940. május 27-én az ő utasítására gyilkolták le a németek Le Paradis településnél a brit Royal Norfolk Ezred 2. Zászlóaljának fogságba esett katonáit.
Knöchlein kinevezték a hadosztály egyik légelhárító századának parancsnokává, és ebben a beosztásban szolgált az orosz fronton 1942 nyaráig. Ekkor a 3. ezred őrnagyává léptették elő. 1943 októberében a 16. SS páncélgránátos hadosztály 36. ezredének parancsnoka lett, és alezredessé léptették elő. 1944. március és 1945. január között a norvég SS-önkéntesek alakulatát vezette. Megkapta az Első és Másodosztályú Vaskeresztet, a Német Keresztet, a Vaskereszt Lovagkeresztjét.
A háború után a sheffieldi fogolytáborban volt, ahonnan az amerikaiak átszállították Yorkshire-be. A brit hadifoglyok kivégzése miatt  Hamburgban bíróság elé állították. Bűnösnek találták, és 1949. január 28-án felakasztották.